# Baptistère de Pistoia
Le baptistère de Pistoia (Battistero di San Giovanni in Corte ou Ritondo de Pistoia) se trouve dans le centre historique, piazza del Duomo, en face de la cathédrale.

## Histoire
Le nom du baptistère provient de l'église Santa Maria in Corte, d'époque lombarde, qui se trouvait à cet endroit.
Le nom de l'architecte est inconnu, parfois Nicola Pisano est cité, mais aucune source ancienne ne le mentionne. En 1303 a débuté la construction de l'édifice sous sa forme actuelle à base octogonale, les travaux ont continué jusqu'en 1361.

## Architecture
L'édifice est de style défini comme « gothique toscan » car il réunit des éléments architecturaux florentins, pisans et siennois.
L'extérieur qui est complètement revêtu de marbres blanc et vert est l'œuvre de Cellino di Nese. Il comporte trois portails finement décorés de bas-reliefs et des chapiteaux sculptés dans le marbre.
L'édifice, dont le sommet est constitué par une lanterne surmontée d'une boule dorée et de la croix, mesure 40 m de hauteur.
Les fonts baptismaux, datés de 1226, sont du sculpteur Lanfranco da Como.

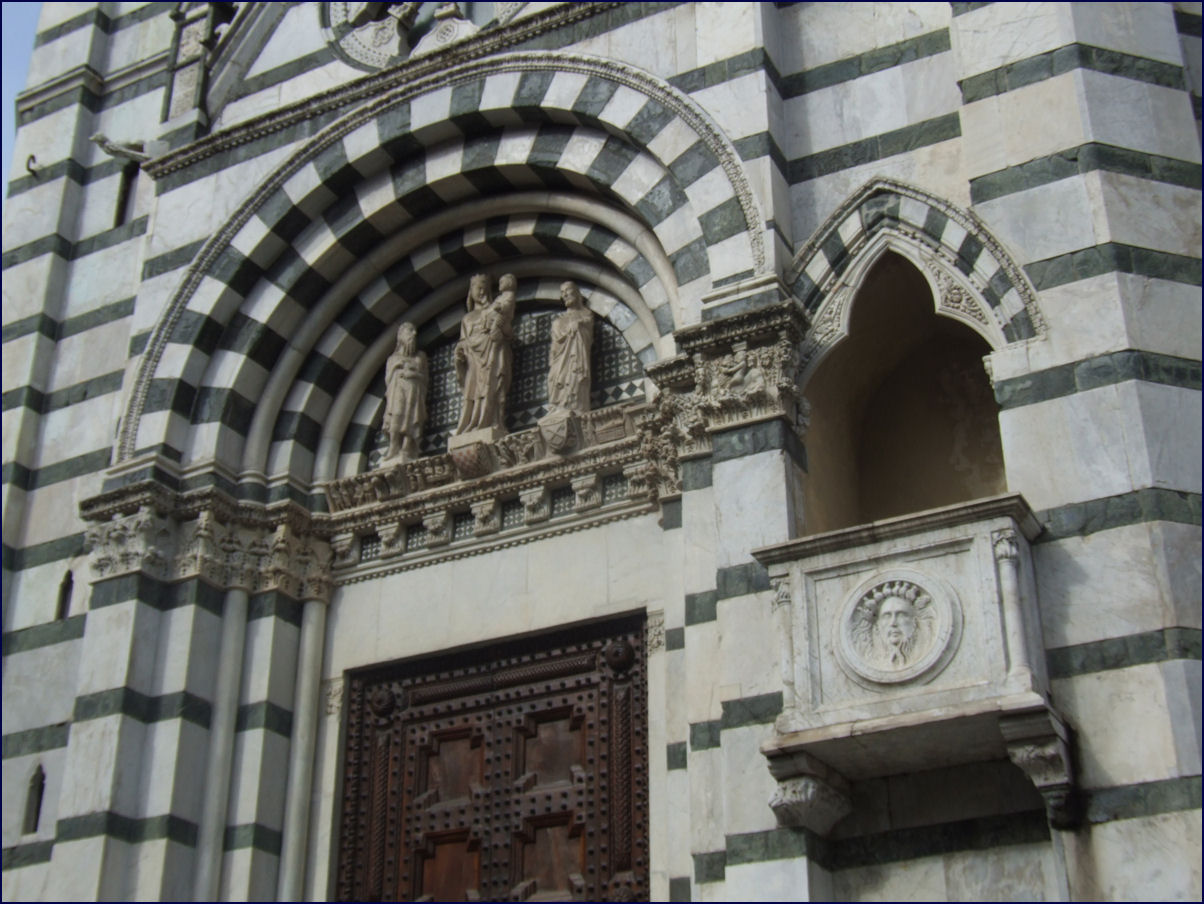
Détail du portail
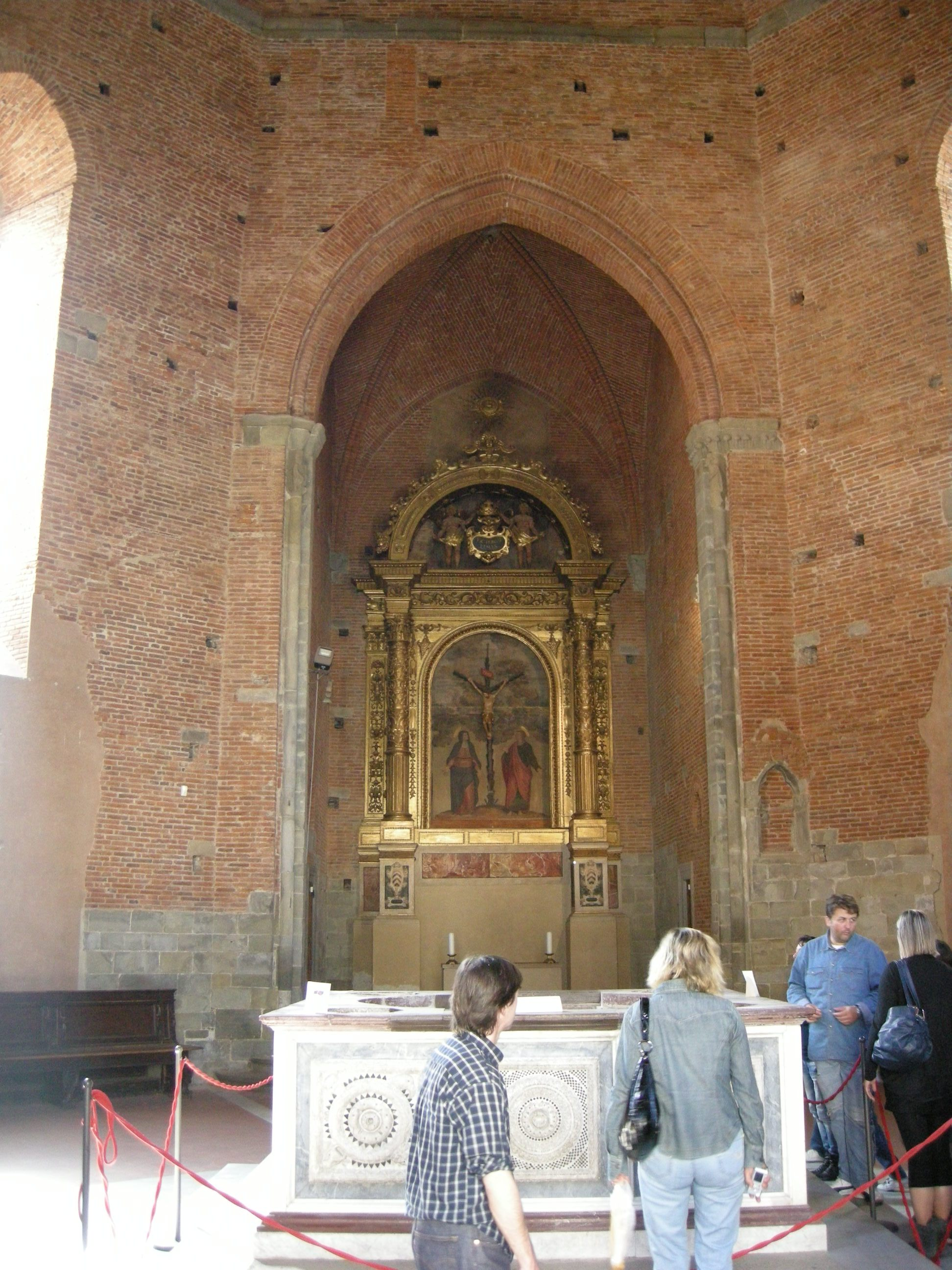
Intérieur
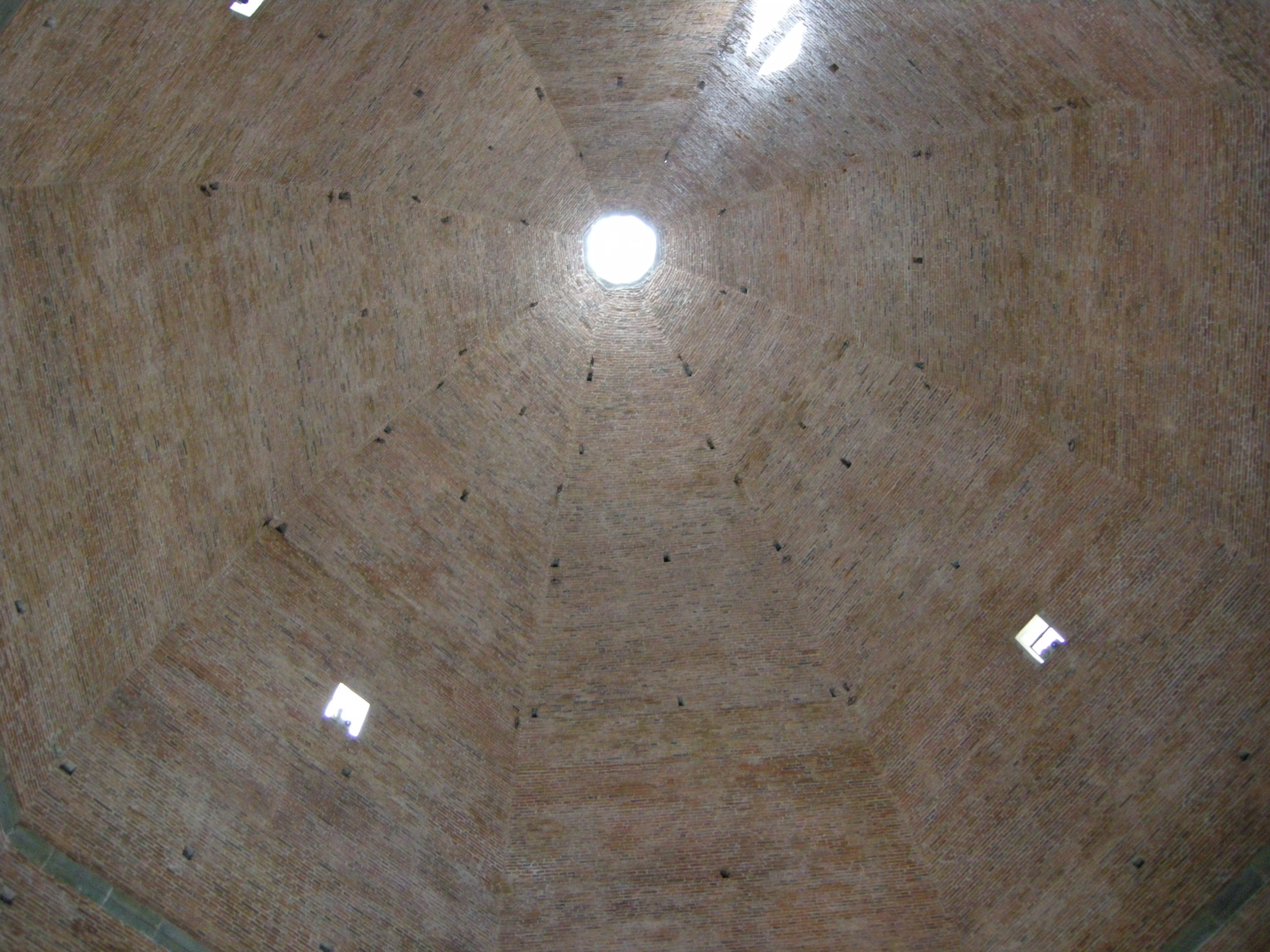
Voûte du dôme
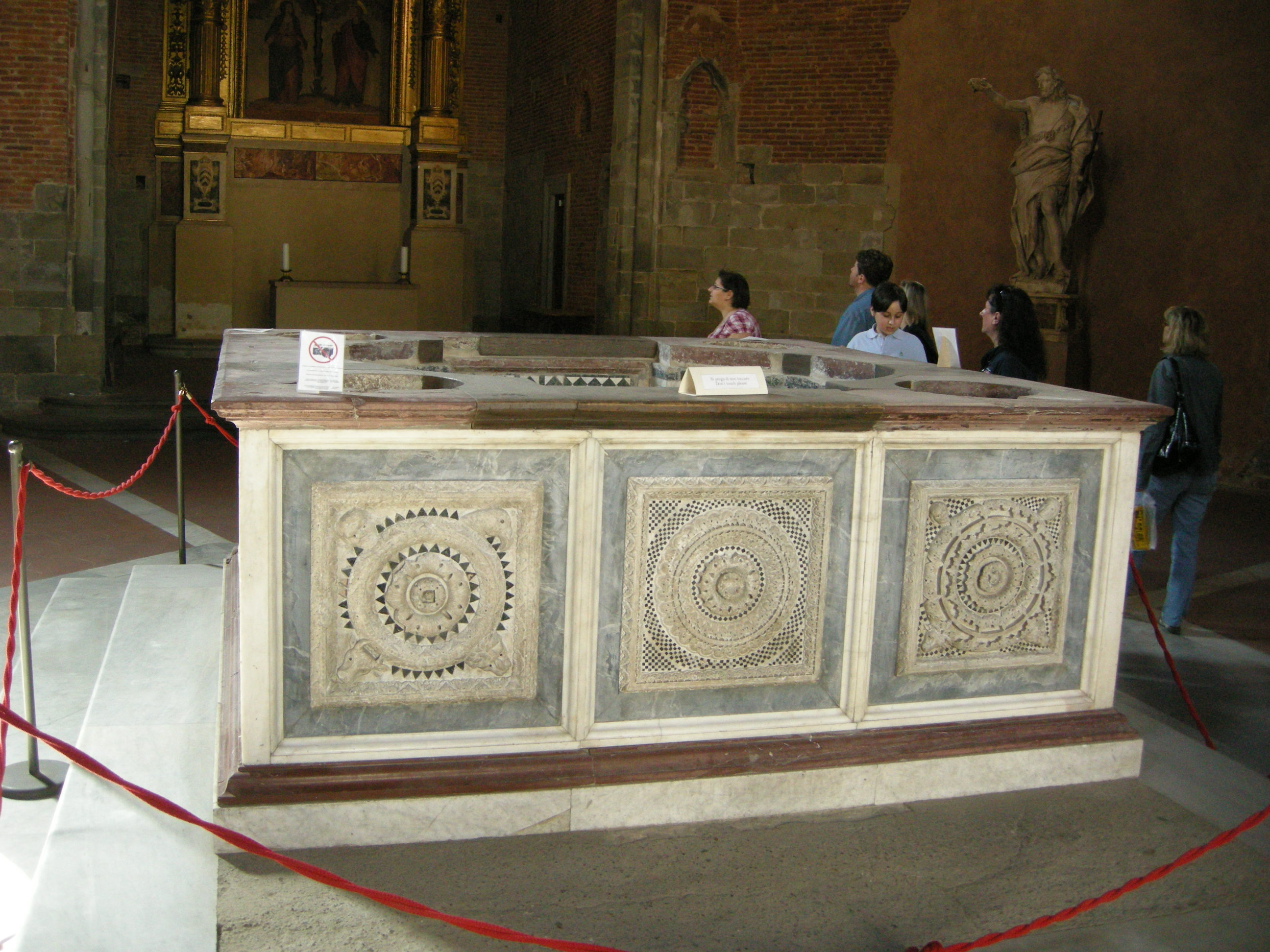
Fonts baptismaux

## Sources de traduction
- (it) Cet article est partiellement ou en totalité issu de l’article de Wikipédia en italien intitulé « Battistero di San Giovanni in corte » (voir la liste des auteurs).